# Consentes Dii
Consentes Dii (z łac. consentes „wspólnie istniejący”) – w mitologii rzymskiej dwanaście głównych bóstw, odpowiednik greckiego Olimpu.
Początkowo, w religii etruskiej, było to grono 6 bogów i 6 bogiń, stanowiących radę przyboczną Jowisza. W późniejszym okresie Rzymianie zapożyczyli od Etrusków ową wiarę w 12 bóstw, utożsamiając je z poszczególnymi bogami panteonu greckiego:
- Jowisz (grecki Zeus)
- Junona (grecka Hera)
- Neptun (grecki Posejdon)
- Minerwa (grecka Atena)
- Mars (grecki Ares)
- Wenus (grecka Afrodyta)
- Apollo
- Diana (grecka Artemida)
- Wulkan (grecki Hefajstos)
- Westa (grecka Hestia)
- Merkury (grecki Hermes)
- Cerera (grecka Demeter)

Dwunastu bóstwom poświęcony był portyk prowadzący z Forum Romanum na Kapitol, w którym wystawione były przedstawiające je posągi.

## Galeria

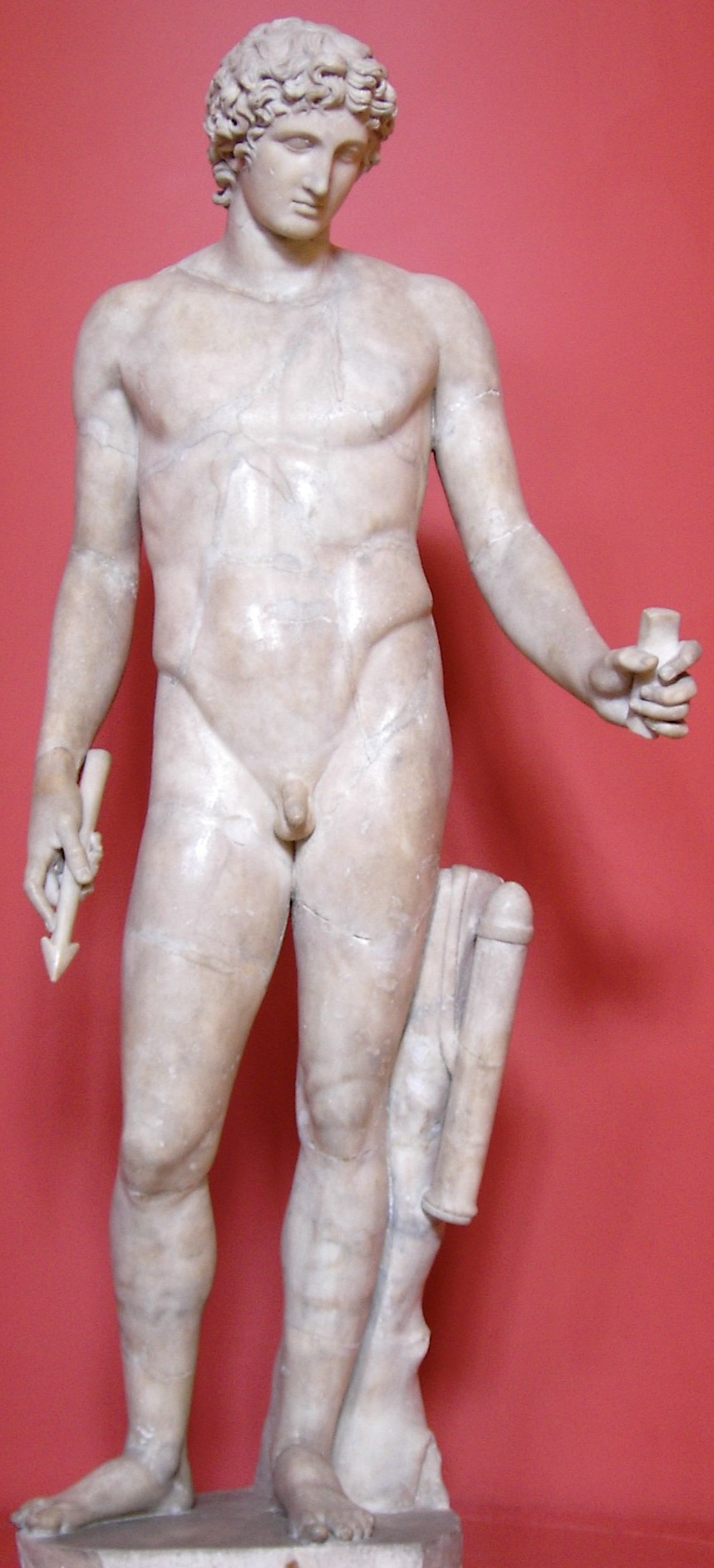
Apollo
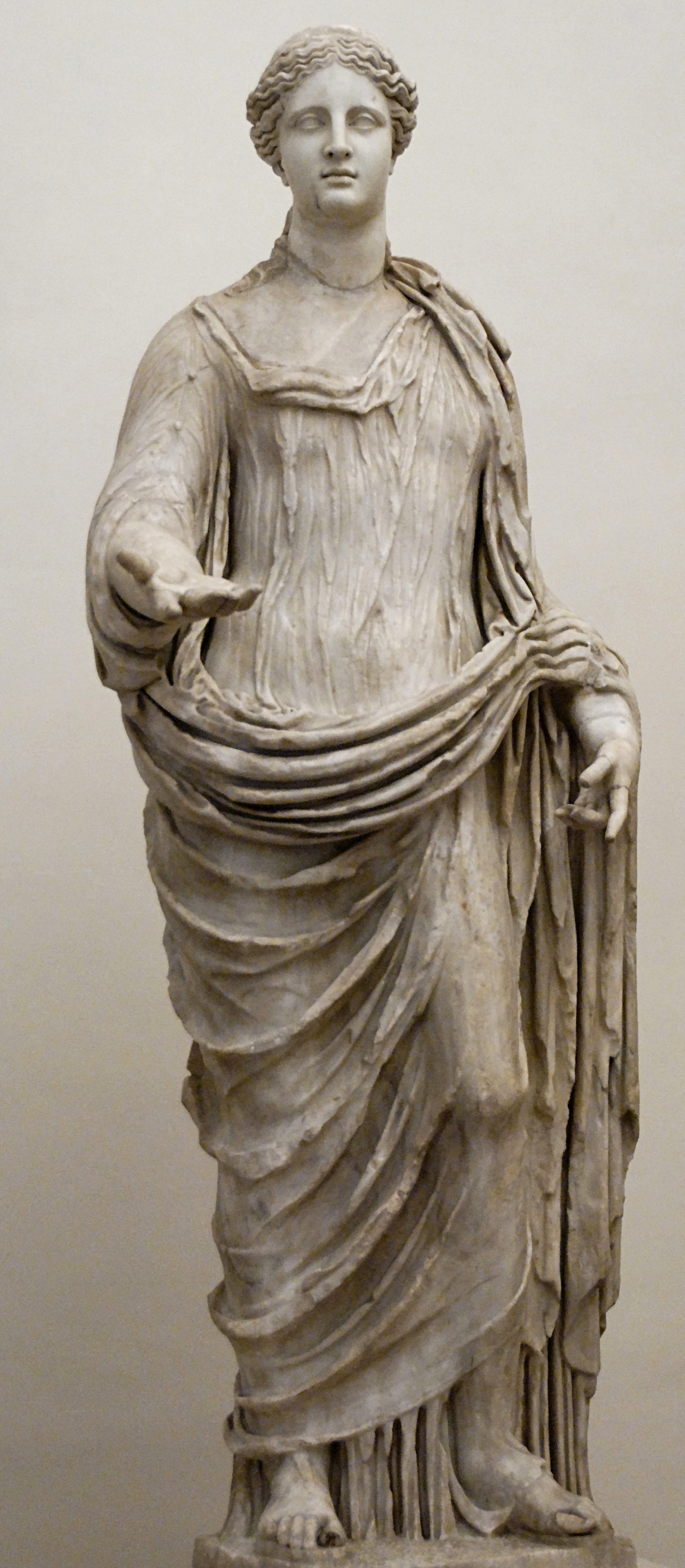
Ceres
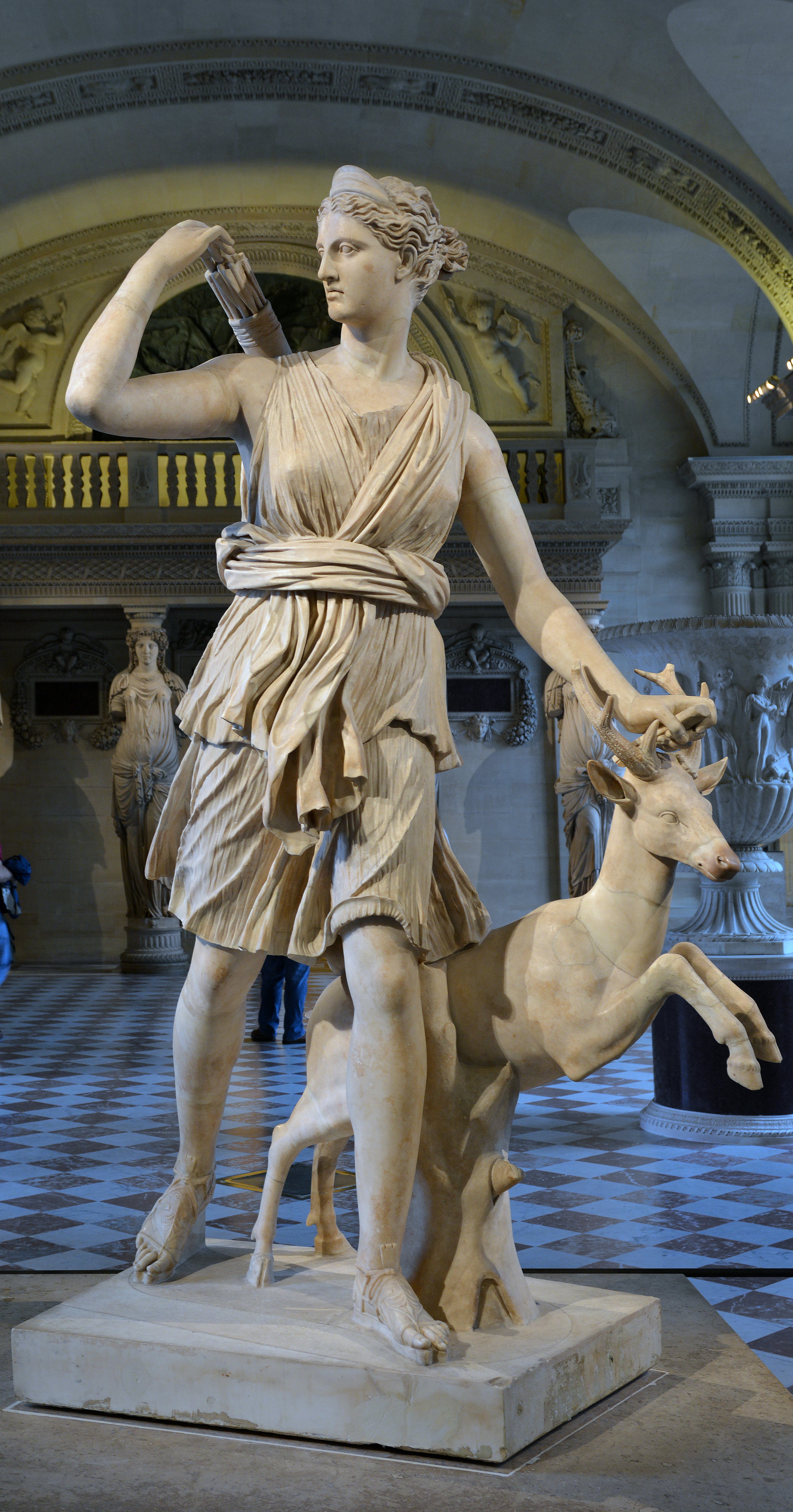
Diana
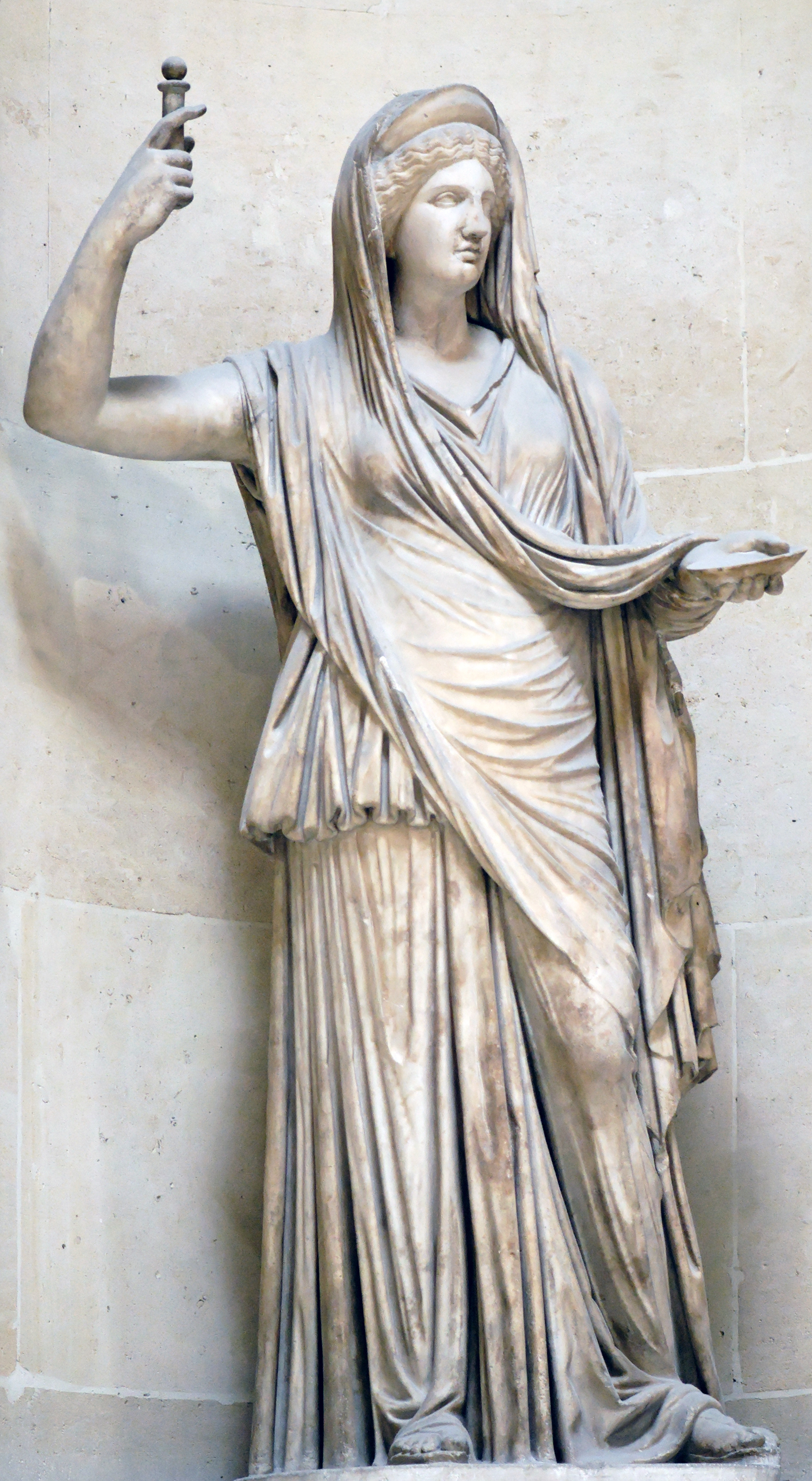
Junona
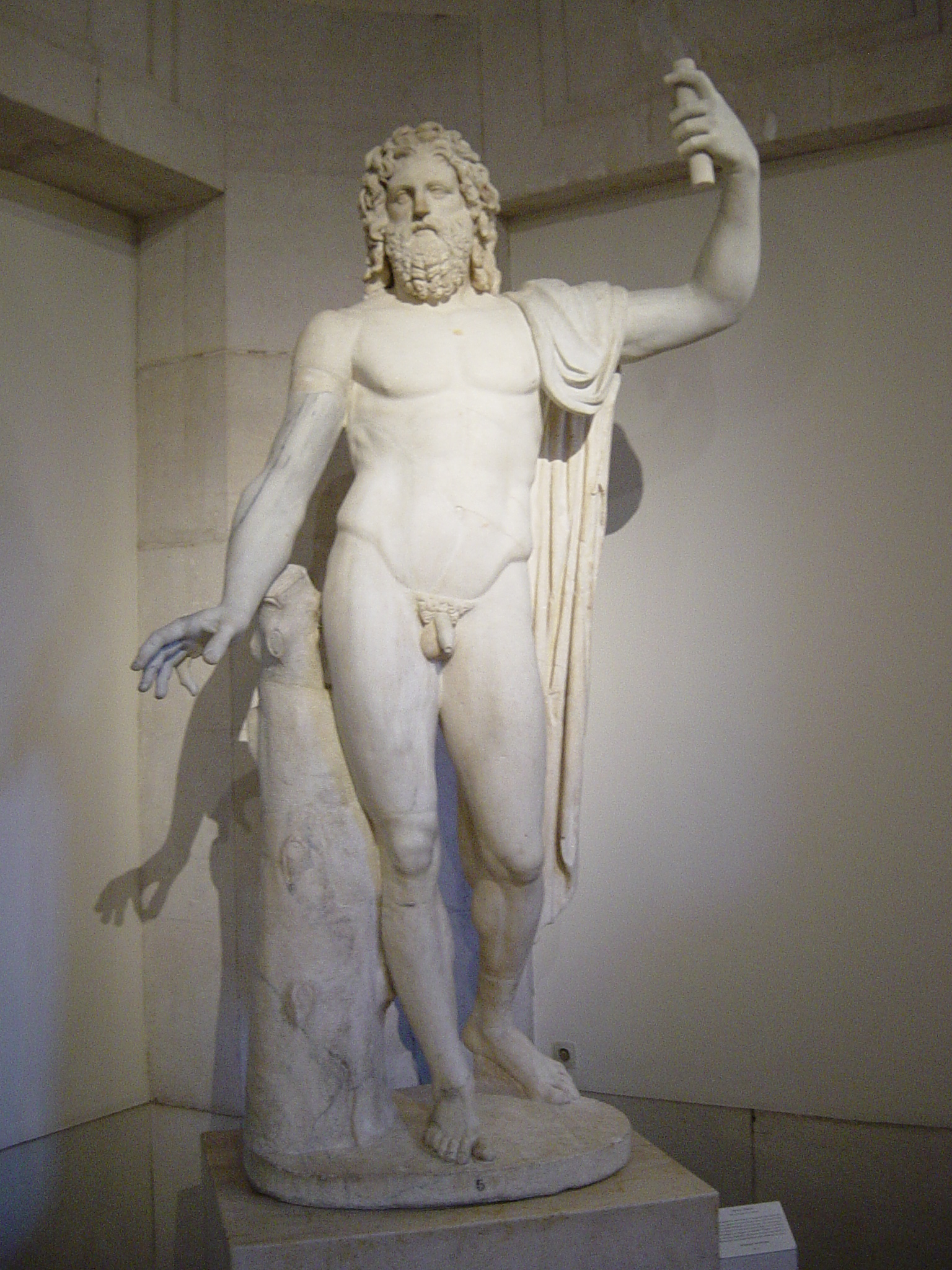
Jowisz
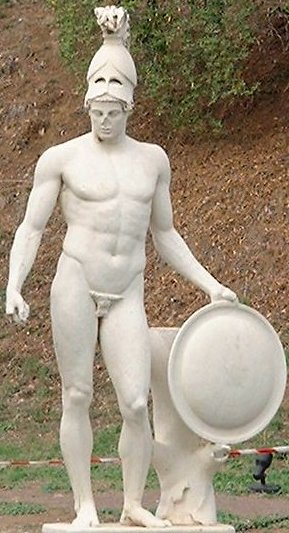
Mars
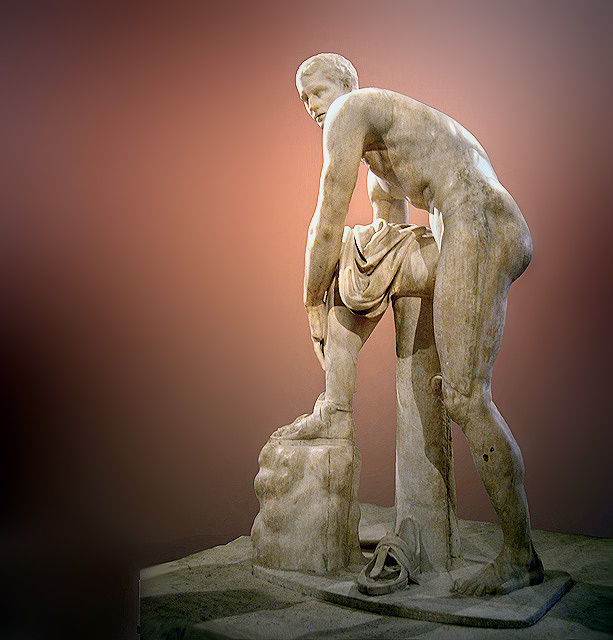
Merkury
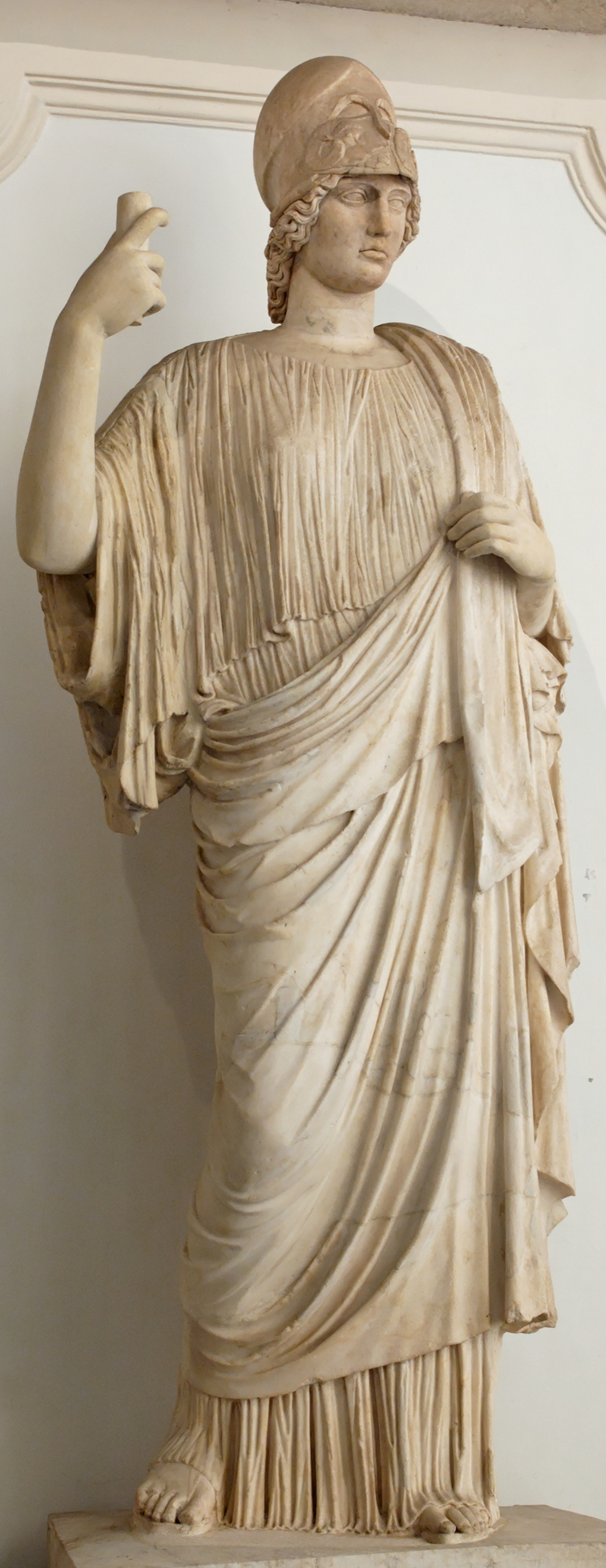
Minerwa
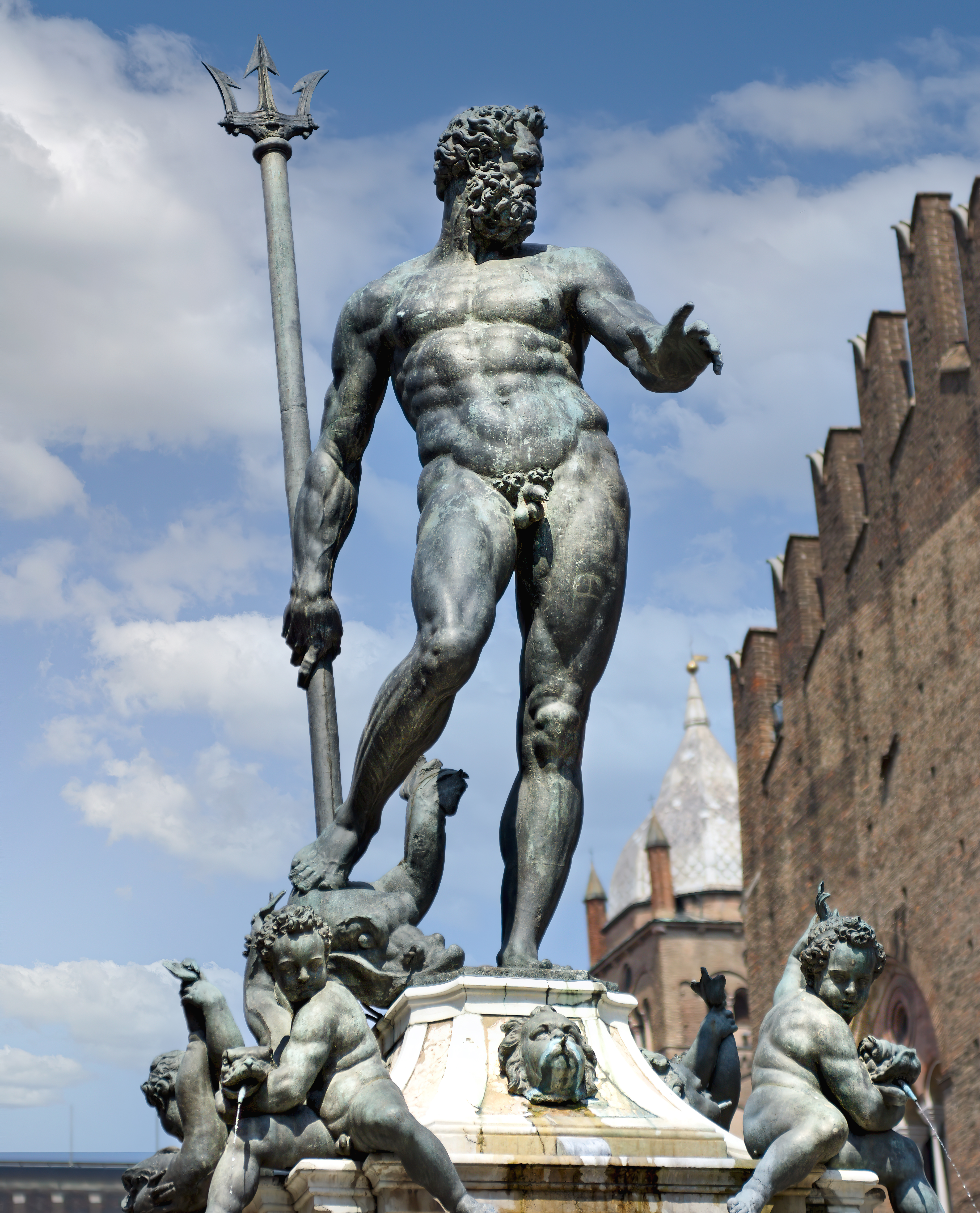
Neptun
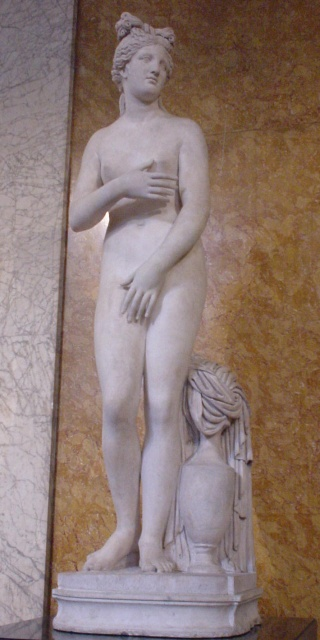
Wenus
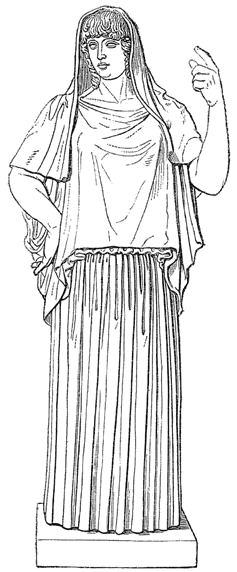
Westa
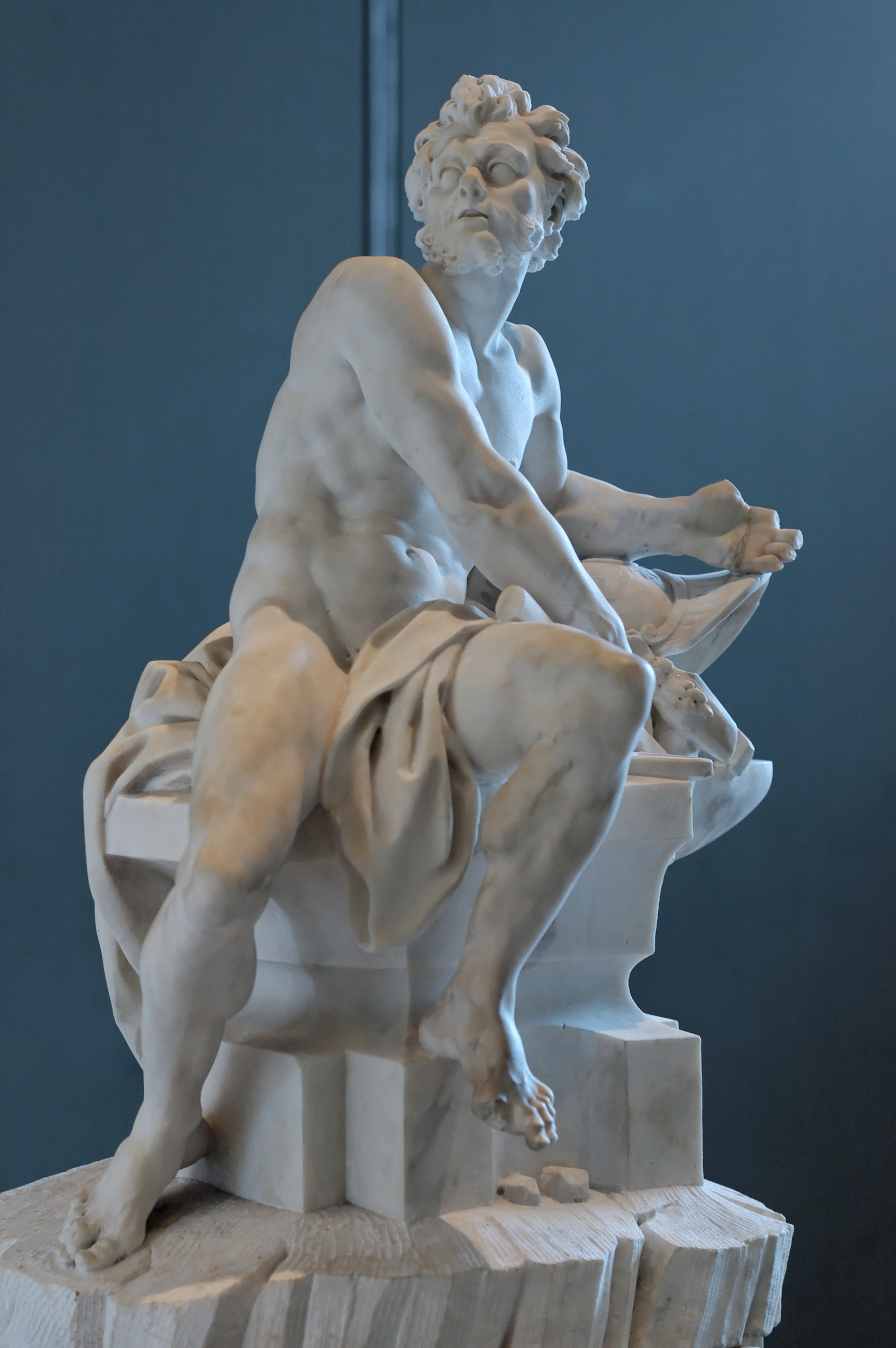
Wulkan